# Kreidler
| Kreidler Florett-bromfiets (ca. 1964) |
| Kreidler RMC                          |

Kreidler is een historisch Duits merk van motorfietsen en bromfietsen. De bedrijfsnaam was Kreidler Fahrzeugbau, Stuttgart, later Kreidler-Werke GmbH, Fahrzeugwerke, Stuttgart-Kornwestheim.
Het bedrijf werd in 1888 opgericht door Anton Kreidler, voor de productie van telegraafdraad, elektrische kabels en halffabricaten. Pas in 1950 bouwde Kreidler de eerste bromfietsen.
Deze machines hadden zonder uitzondering een 50cc-tweetaktmotor, vaak met liggende cilinder. In 1956 verscheen ook een scooter. In 1957 kwam de beroemde Kreidler Florett-bromfiets op de markt. Dit model, dat eigenlijk als lichte motorfiets werd uitgebracht, zou een groot succes worden. Zelfs toen het met de bromfietsmarkt bergafwaarts ging, groeide Kreidler.
Men stortte zich ook op de 50cc-wegrace, maar succes kwam pas nadat de Nederlandse importeur Van Veen de machines ging ontwikkelen. Kreidler sloot in 1983 de poorten, nadat in 1980 de Duitse wet veranderde en de rijbewijsvrije 50cc-klasse werd vervangen door de 80cc-klasse waarvoor een rijbewijs verplicht was. Bovendien ging de aandacht van potentiële klanten steeds meer uit naar zware motoren.
Op 20 januari 1981 werd door de firma voor de eerste keer uitstel van betaling aangevraagd. Een nieuwe investeerder werd gevonden in de "Willner Gruppe" uit Ingolstadt.
De firma droeg vanaf dat moment de naam "Kreidler Fahrzeuge GmbH & Co KG". Begin 1982 balanceerde de nieuwe firma echter alweer op de financiële afgrond en op 1 februari 1982 werd opnieuw uitstel van betaling aangevraagd bij de rechtbank in Stuttgart. Op 10 maart maakte bedrijfsleider (Curator) Wolf-Dieter Gramatke het faillissement bekend.
Nadat er door hem geen nieuwe investeerders werden gevonden werd op 2 april 1982 de productie in Stuttgart-Zuffenhausen definitief stilgelegd.
In 1983 werden de merkrechten door de firma Kanonnenberg (Rudolf Scheidt) in Dortmund opgekocht, waarna onder de naam Kreidler enkele modellen Garelli-brommers werden verkocht.
Scheidt is ook in het bezit van de productieboeken van Kreidler. De Nederlandse bromfiets-productieboeken van de Van Veen Groep zijn in het bezit van John Bos.
Na de beëindiging van de productie van de Kreidlerfabriek leek een eind gekomen te zijn aan een merk dat bekendstond als kwalitatief niet te evenaren.
Onder de Duitse wet is een firma die failliet gaat nog 5 jaar gehouden aan de levering van vervangingsonderdelen en technische ondersteuning. De curatoren hebben deze verplichting samen met twee oud-medewerkers (Gekeler en Weller) tot eind 1987 verzorgd, waarna het faillissement werd afgesloten.
Bij afsluiting van het faillissement van Kreidler GmbH, nam Gekeler & Weller Gmbh uit Ludwigsburg alle overgebleven onderdelen over en ging tot 1995 door met de verkoop hiervan. Uit de nog aanwezige voorraden werden ook nog nieuwe bromfietsen en lichte (50cc en 80cc) motorfietsen op de markt gebracht. Voor de Nederlandse markt vroeg Gekeler & Weller een nieuwe typegoedkeuring aan. Dit werd noodzakelijk op grond van een wetswijziging waardoor "trappers" niet meer verplicht werden gesteld. In plaats daarvan werd een kickstarter toegepast. Deze modellen worden op het typeplaatje vermeld als G&W Kreidler. Begin 1995 werd alle overgebleven onderdelen verkocht aan de Nederlander John Bos. Bos, Kreidler-liefhebber en bewonderaar van jongs af aan, begon in 1987 met de levering van originele onderdelen voor Kreidlerbrommers. In zijn bedrijf in Goes assembleerde hij ook complete Kreidlers. In 2003 verhuisde hij zijn bedrijf naar Portugal.
Anno 2017 assembleert Bos complete Kreidlerbrommers in Portugal, waaronder de befaamde Kreidler Florett RMC. Om de continuïteit in levering en kwaliteit te waarborgen, heeft Bos beslag weten te leggen op enkele mallen en machines die gebruikt zijn bij de fabricage en bij de toeleveranciers van de voormalige Kreidlerfabriek in Duitsland.
Het snelheidsrecord op een 50cc-motorfiets stond lange tijd op naam van Jan Huberts. Op 4 augustus 1981 behaalde hij op een Kreidler een snelheid van 222 kilometer per uur.
Dit record werd verbroken op 2 september 2008 door het Amerikaanse BuddFab-team, dat op een Californische zoutvlakte een gemiddelde snelheid van 233,3 kilometer per uur behaalde. Hiervoor gebruikte men een 50cc-Aprilia RS50 (Moto Minarelli AM6) voorzien van een turbo.
Het merkrecht voor Kreidler ligt sinds 1990 bij de Duitse firma Prophete GmbH. Grootaandeelhouder van deze firma is Dhr. Berthold Lönne. Onder de firma Prophete is een nieuwe BV opgericht met de naam Kreidler Zweirad Gesellschaft GmbH.
De firma Prophete liet vanaf 1996 in China enkele series scooters en motoren assembleren die onder de naam Kreidler op de Europese markt werden geïntroduceerd. Er was, naast Duitsland, vanaf 2008 een gefaseerde (her)introductie gepland in Europa.
Voor de Nederlandse markt werd in 2009 door Prophete een Nederlandse firma overgenomen (Odice BV) die was gevormd door de samenvoeging van enkele (kleinere) grossiers die reeds lang actief waren op de Nederlandse markt.
Voor modeljaar 2011 werd een Nederlandstalige folder annex modeloverzicht gepresenteerd aan de dealers.
Na 2013 werd de verkoop van gemotoriseerde voertuigen op de Nederlandse markt gestaakt en richtte de firma zich volledig op de verkoop van fietsen.

## Trivia
- Sinds enkele jaren heeft Jelle Hofma in Jubbega een Kreidlermuseum waar bijna alle types Kreidlers die op de Nederlandse weg hebben gereden tentoon worden gesteld.